# الشرنقة (التحصين)
الشرنقة (التحصين):

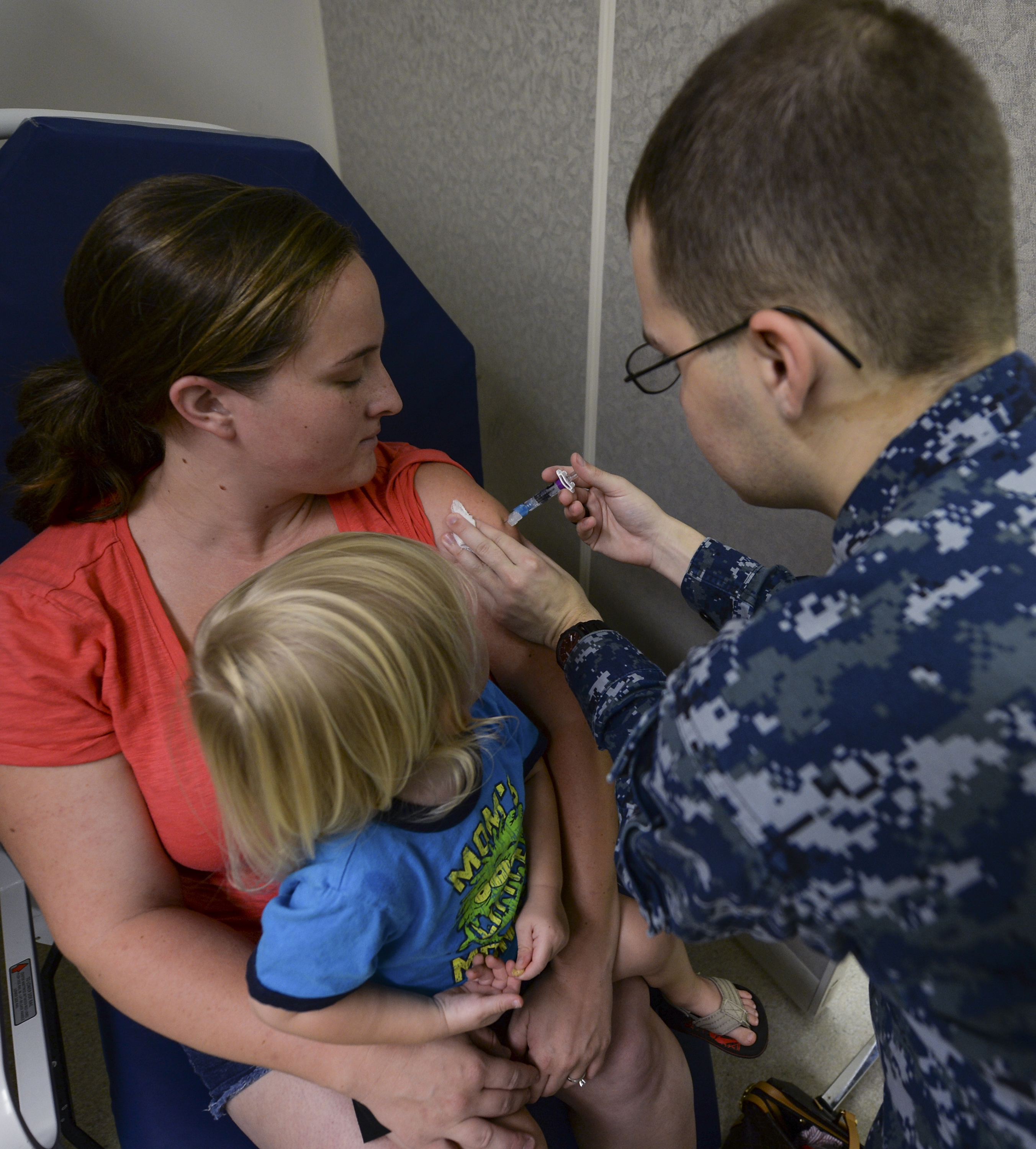

شرنقة، المعروفة أيضا باسم إستراتيجية الشرنقة، هي إستراتيجية التطعيم لحماية الرضع وغيرهم من الأفراد الضعفاء من الأمراض المعدية عن طريق تطعيم أولئك الذين هم على اتصال وثيق معهم. إذا كان الأشخاص الأكثر عرضة لنقل العدوى محصنين، فإن مناعتهم تخلق «شرنقة» للحماية حول المولود الجديد (أو شخص ضعيف آخر).
الشرنقة تستخدم بشكل خاص للسعال الديكي. يشيع استخدام  إستراتيجية التحصين (الشرنقة) في حالات السعال الديكي وذالك بهدف حماية الأطفال حديثي الولادة من الاصابه به؛ فيتم إعطاء الآباء وأفراد الأسرة واي أفراد قد يتواصلون بشكل منتظم مع الرضيع  لقاح تقوية (DTaP / Tdap الكزاز والدفتيريا والسعال الديكي.
فتكون من خلال ذالك قد خلقنا نظام تحصين يمكن تشبييه  (بشرنقة)  لحماية هؤلاء الأطفال. الرضع الصغار لديهم أعلى معدل من التبرّع. في 87-100٪ من جميع الوفيات الناجمة عن الشهاق، الضحية هو رضيع أقل من 6 أشهر من العمر، أصغر من أن يكون قد انتهى من الحصول على مناعة الناجمة عن اللقاح.

 المراهقين والشباب الذين تم التخلص من المناعة التي قد تم التخلص منها في كثير من الأحيان المصابين، ولكن من غير المرجح جدا أن يموت. ومع ذلك، فإنها يمكن أن تصيب الآخرين. 35% إلى 68% من الرضع المصابين بالإصابة بالمخالطين مصابون بمخابّطة قريبة، الأم الأكثر شيوعاً. الشرنقة يمنع حوالي 20٪ من حالات التهاب الرضع; التطعيم أثناء الحمل يمنع أكثر (33٪).

## الاساس المنطقي
ولا يمكن حماية بعض الناس حماية كاملة من الأمراض التي يمكن الوقاية منها باللقاحات عن طريق التطعيم المباشر. هؤلاء الناس الذين يعانون من الضعف في جهاز المناعة، الذين هم أكثر عرضة للحصول على مرض خطير. ويمكن أن ينخفض خطر إصابتهم بالعدوى بدرجة كبيرة إذا حصل أولئك الذين يرجح أن يصيبوهم على اللقاحات المناسبة.
يعمل التطعيم من خلال تدريب الجهاز المناعي على التفاعل الفوري مع العدوى، ودرء المرض (المناعة المكتسبة). قد يواجه الأشخاص الذين يعانون من ضعف الجهاز المناعي صعوبة في اكتساب المناعة والاحتفاظ بها.
لم يتم بعد تطوير الجهاز المناعي للطفل بشكل كامل. الأطفال هم أكثر عرضة لمضاعفات خطيرة أو يموتون من الأمراض، حتى الأمراض التي لها آثار أكثر اعتدالا في البالغين.
```
[
5
]
[
6
]
 يمكن للطفل استخدام بعض 
الأجسام المضادة
 من الأم، التي تنتقل في الرحم. لهذا السبب، فمن المستحسن أن الناس الذين يتوقعون أن تصبح حاملا الحصول على بعض اللقاحات، وأولئك الذين هم حوامل الحصول على الآخرين. ومع ذلك، فإن هذه الحماية من الأم تزول بعد بضعة أشهر. كما توفر 
الرضاعة الطبيعية
 الحماية، ولكنها ليست فعالة مثل التطعيم في 
الوقاية
 من بعض الأمراض.
```

بعض الناس قد عرضت للخطر الجهاز المناعي. يمكن أن يتعرض الجهاز المناعي للخطر بسبب الحالات الطبية الخلقية والأمراض المعدية والحالات غير المعدية مثل السرطان والأدوية أو العلاجات المثبطة للمناعة (على سبيل المثال، الأشخاص الذين يعانون من زرع الأعضاء يأخذون الأدوية لمنع جهاز المناعة من قتل عملية الزرع). قد لا يتمكن الأشخاص الذين يعانون من خطر شديد من المناعة من تناول بعض اللقاحات. من ناحية أخرى، قد تتأثر أكثر بكثير من العدوى. إذا كان الأشخاص الذين يشتركون معهم في المنزل محصنين، فهذا يوفر لهم حماية كبيرة. وهي تستفيد عندما يحصل زملاؤها في المنزل على جميع اللقاحات المعطلة الموصى بها. كما أنها تستفيد إذا كان زملاؤهم في المنزل يحصلون على العديد من اللقاحات المخففة. ومع ذلك، لا يوصى ببعض اللقاحات المخففة للأشخاص الذين يعيشون مع أشخاص يعانون من المناعة، اعتمادًا على اللقاح وسبب قمع المناعة.
تتطلب بعض اللقاحات جرعات متعددة، متباعدة مع مرور الوقت، لتكون فعالة. أولئك الذين لم يتلقوا بعد جميع الجرعات (بما في ذلك جميع الأطفال الصغار) ليست محصنة تماما بعد، وتعتمد على مناعة من حولهم.  بعض اللقاحات تتطلب أيضا جرعات معززة في وقت لاحق من الحياة; أولئك الذين لم يتلقوا جرعات يمكن أن يصابو ويصيبو الآخرين.
بعض الناس أيضا غير قادرين على تناول بعض اللقاحات بسبب رد فعل تحسسي.